# 陈伯吹
陈伯吹（1906年—1997年），原名陈汝壎，曾用笔名夏雷，男，江苏宝山（今上海市宝山区）人，中国现代儿童文学作家、翻译家、出版家、教育家。曾任中国作家协会理事、上海少年儿童出版社社长等。

## 生平
小学毕业后辍学，当过学徒。15岁从乡村师范毕业后，成为小学教员，补贴家用，后向大夏大学教务长鲁继曾自荐，被破格录取。1927年在商务印书馆出版了他的第一部儿童小说《学校生活记》，从此开始了业余文学创作活动。
1930年主编《小学生》半月刊，并编辑《小朋友丛书》。1934年起，任儿童书局编辑部主任，并在上海幼儿师范学校任教职。1942年去重庆在编译馆工作，1946年在上海发起组织上海儿童文学工作者联谊会，开展儿童文学的创作和理论研究。
1949年以后，历任华东师范大学教授、北京师范大学教授、上海少年儿童出版社社长等职。

## 主要作品
他的作品塑造了众多的各具特色的少年儿童形象，语言流畅，故事生动曲折，富于浪漫色彩。主要作品有童话《一只想飞的猫》、童话集《幻想张着彩色的翅膀》，小说集《飞虎队和野猪队》等。此外，尚有散文集《三门峡工地两少年》及《儿童文学简论》、《作家和儿童文学》、《儿童文学研究》等理论著作。

## 社会贡献
1981年捐献稿费五万五千元创立儿童文学园丁奖，每年评判一次，几乎每年都会出版一本获奖作品集。1988年更名为陈伯吹儿童文学奖。“陈伯吹儿童文学奖”是中国连续运行时间最长的文学奖项之一，宗旨是鼓励和促进儿童文学的创作、培养儿童文学作家。

## 家庭
儿子陈佳洱为物理学家，曾任北京大学校长。
弟弟陈汝惠为作家、教育家，任教于厦门大学教育系，育有三子：陳佐洱（国务院港澳事务办公室前常务副主任）、陈佐沂（浙江大学教授）、陈佐湟（指挥家）。